# Нунівак
Острів Нунівак (англ. Nunivak Island) — острів у Беринговому морі, розташований біля південно-західного узбережжя штату Аляска, Сполучені Штати Америки (Північна Америка).

## Географія

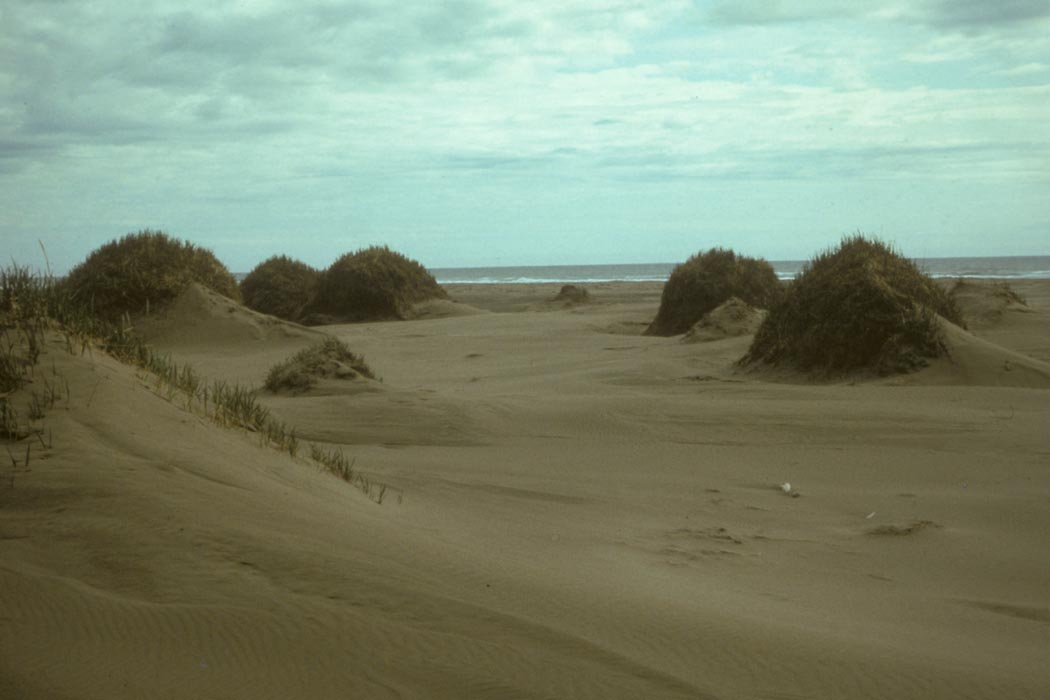
Піщані дюни з вершинами, покритими рослинністю

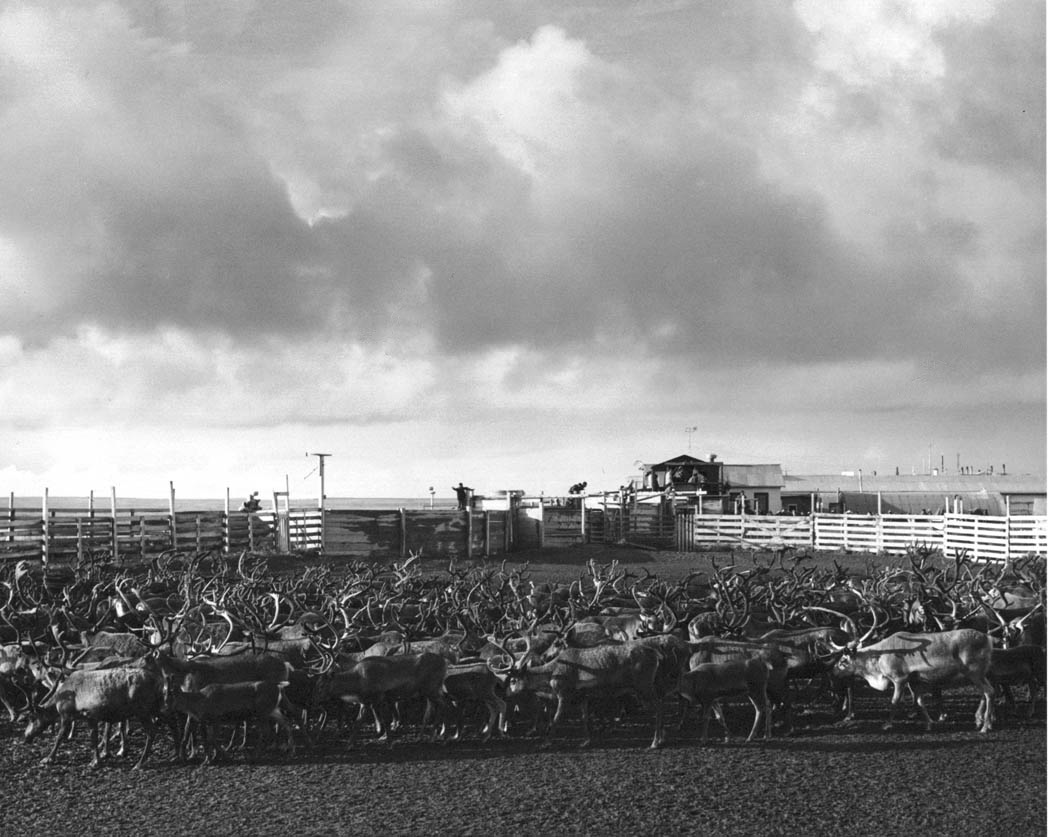
Стадо північного оленя

Острів в східні частині Берингового моря, що у північних широтах Тихого океану, на південному-заході штату Аляска, та відділений від материка, на сході Етолінською протокою, ширина якої, у найвужчій частині становить 30 км. Простягся з заходу на схід на 106 км, при максимальній ширині до 56 км (з півночі на південь). Має площу: за одними даними 4226,78 км², за іншими — 4209 км² (2-ге місце в Беринговому морі після острова Святого Лаврентія, 6-те на Алясці, 8-ме у США та 133-тє у світі). Найбільша висота 510,5 м (гори Роберта).
Острів Нунівак має вулканічне походження. Більшу частину поверхні займає вулканічне плато висотою 160 м і більше. На острові розташовано близько 60 шпунтових вулканічних конусів і чотири маари. Осадові породи крейдового періоду перекриті тонкими потоками лави пахоехое, що виливалися з невеликих щитових вулканів. Виверження відбувалися протягом 5 періодів діяльності, що почалася 6,1 млн років тому. Велика частина поверхні була сформована протягом двох періодів в плейстоцені, що закінчилися близько 300 тис. років тому, проте вулканічна активність продовжилася і в голоцені. Точна дата останнього виверження невідома. Виходячи з історії вулканічної активності вона вважається частиною Вулканічної провінції Берингового моря. По острову протікає понад 40 річок. Солонуваті лагуни поширені по східному і південному узбережжю. Берегові кручі (кліфи) вулканічних плато — по північно-західному узбережжю.

## Фауна та флора
Тундра — типовий ландшафт острова. Полярна верба тут виростає не більше 1,2 м заввишки. Принаймні, 89 видів морських і водоплавних птахів гніздяться на острові. Щільні пташині базари і місця літніх гніздівель птахів є по всіх берегах і всередині острова на тундрових озерах. Кілька століть тому на острові Нунівак в невеликій кількості водилися північні олені — карибу, майже повністю винищені на початку XX століття. У 1930 і 40-х роках на острів були завезені північні олені і вівцебики. Велика частина острова є національним заповідником «Дельта Юкону», яким керує американська Служба рибних ресурсів та дикої природи США.

## Населення
Населення острова Нунівак у 2000 році становило 210 осіб, в 2010 — 191 особа, а в 2016 — 202 особи. Тут проживає переважно етнічна група ескімосів — юпік. Єдиний населений пункт — містечко Мекорьюк, що на північному узбережжі острова. Майже всі корінні жителі острова знають нунівак-чупійський діалект центрально-юпійської мови, хоча говорять англійською. Робляться спроби зберегти юпікську мову, яку викладають в школах. Остров'яни все ще залежать значною мірою від полювання, а також від комерційного вилову риби та сезонної роботи на материку.